# Bytjärnarna
För andra sjöar mer snarlika namn, se Bytjärn
Bytjärnarna är en sjö i Bräcke kommun i Jämtland och ingår i Indalsälvens huvudavrinningsområde.